# Can Terrés
Can Terrés és un conjunt d'edificis del municipi de la Garriga (Vallès Oriental) protegits com a bé cultural d'interès local.

## Descripció
És un conjunt d'edificacions al voltant d'un gran pati rectangular, flanquejat al nord per la masia, a ponent per un noble pis amb arcs de mig punt i al sud per la capella de Santa Maria del Camí. La masia consta de planta baixa, pis i golfa. La coberta és a dues vessants. A la cantonada que formen la façana principal i la façana nord hi ha una torreta de planta circular. El portal d'entrada és d'arc de mig punt adovellat. Les finestres són quadrades i encerclades amb arc de pedra. La façana està recoberta amb arrebossat de ciment.

## Història
L'arxiu de Can Terrés és el més important de la població, consta dels arxius de Can Casellas, Can Rosselló de Vall i el propi. Hi ha una important col·lecció de pergamins i una rica biblioteca de llibres antics. Es conserva el retaule gòtic de Santa Maria del Camí.